# Piedra balanceante

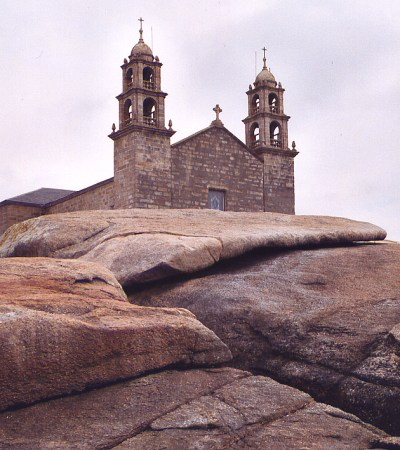
Piedra de abalar y Santuario de la Virgen de la Barca en Mugía (La Coruña), Galicia, España.

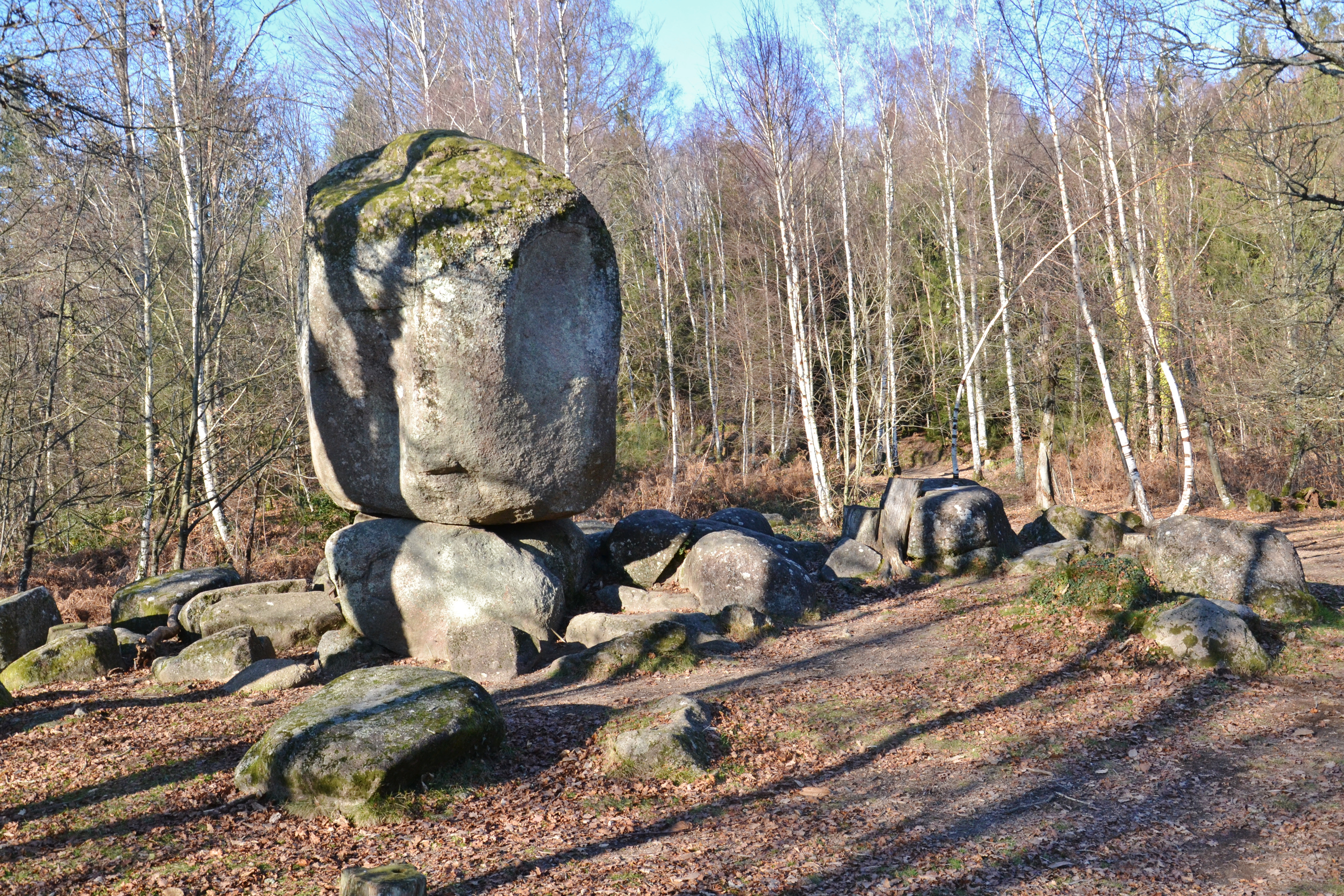
Piedra balanceante de Boscartus, cerca de Cieux en Haute-Vienne, Francia.

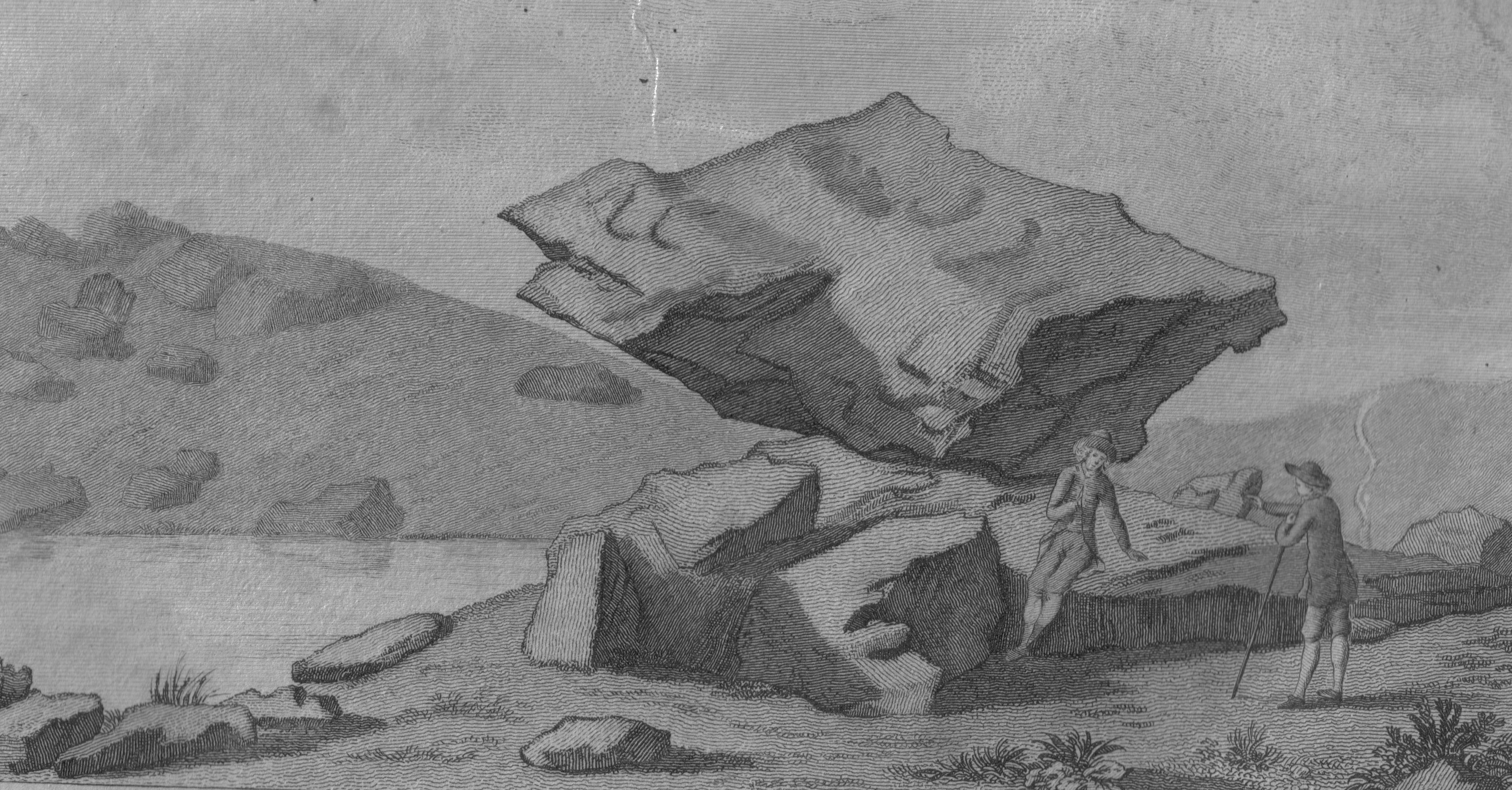
The Logan Stone en Rhinns of Kells (Galloway), Escocia, en 1789.

Una piedra balanceante, piedra oscilante, piedra temblante o piedra de abalar (del gallego pedra de abalar) es una roca de cierto tamaño que está en un equilibrio tal, que la aplicación de una pequeña fuerza, ya sea por el viento o por una persona, en alguno de sus puntos hace que se mueva u oscile. 
Generalmente son de origen natural, formadas por erosión o por efecto de los glaciares, pero en otros casos son megalitos realizados por el hombre.

## Creencias
Existe una amplia variedad de creencias asociadas con estas piedras. Debido a su extraña naturaleza, las piedras balanceantes u oscilantes, a veces, tenían un culto mágico-religioso al que se asociaban principalmente por sus poderes adivinatorios, pero también por ritos de paso, sanaciones, brujería o druidismo. Las piedras que se movían con el viento se podían utilizar en algunos casos para determinar la culpabilidad o inocencia de un acusado. 
Aunque se encuentran en todo el mundo, son especialmente interesantes, por su importancia etnográfica y antropológica las existentes en España, sobre todo en Galicia, Francia o Gran Bretaña. 

## España
En el noroeste de España, existen varias piedras oscilantes situadas principalmente cerca de la costa, por lo que su formación es producto de la erosión salina que crea alvéolos de disolución en el exterior, dándoles con el tiempo una forma redondeada y surgiendo puntos de apoyo que no eran los iniciales. 

### Asturias
Es piedra oscilante:
- Penedo Aballón (Boal),[1] de origen natural, aunque de posible culto por los celtas.

### Galicia
Entre las piedras de abalar gallegas más famosas se encuentran:
- Pedra da Barca (Mugía)[2]
- Pena da Conga (Mellid)
- Castro do Faro (Porriño)
- Islas Cíes (Vigo) (desaparecida)
- Corbelle (Villalba)
- Sande (Orense)
- Paradela (cerca de Cambados)
- Meixide (Viana del Bollo)
- Villamayor de Boullosa (región del río Limia)

### Castilla y León
- Piedra Andadera (Salduero (Soria))[3]

## Francia
Se han encontrado estas piedras principalmente en Bretaña y en el Macizo Central.

## Gran Bretaña
Existen muchas leyendas:
- Se decía que la piedra oscilante cerca de Nancledrea  en Cornualles solo podía moverse a medianoche, cuando las brujas estaban fuera. Se afirmaba que si alguien tocaba la piedra nueve veces a medianoche, se convertiría en bruja.
- La piedra de Brimham en Yorkshire solo podía balancearse por los esfuerzos de un hombre honrado.[4]
- La piedra balanceante de Land's End en Cornualles se decía que había sido colocada allí por un gigante que utilizaba su ruido para dormirse.
- La Logan Rock en Treen podía curar enfermedades de la infancia. Los niños se mecían en esta piedra en determinadas épocas.
- Existe una tradición en Cornualles de hacer una promesa y luego tratar de mover una piedra balanceante o logan rock. Se decía que nadie que traicionase su corazón podría hacer balancearse a la piedra.